# Métro de Novossibirsk
Le métro de Novossibirsk (Новосибирский метрополитен, en russe) est un moyen de transport en commun de type métro de la ville de Novossibirsk en Russie. Il s'agit du seul métro en fonctionnement en Sibérie. Il comporte seize kilomètres de lignes et treize stations. En 2011, il a transporté 75,6 millions de passagers.

## Historique
Les premiers plans remontent aux années 1960, lorsqu'il devint clair que la croissance de la ville nécessitait de disposer d'un autre mode de transport que le tramway. Plusieurs solutions furent étudiées : un réseau de métro, des tramways rapides et un mélange de ces deux solutions. Il fut décidé en 1978 de construire un grand réseau de métro sans ligne de tramway complémentaire. Les travaux commencèrent en mai 1979 à la station Oktiabrskaïa (Октябрьская).
Toutes les stations ont été construites selon la méthode de la tranchée couverte car elles se situent juste en dessous de la surface. Les tunnels, par contre, ont été forés.
Après 6 ans de travaux la première ligne Leninskaïa (Ленинская) fut mise en service en janvier 1986 entre les stations Studentscheskaja (Студенческая) et Krasny Prospekt (Красный Проспект), soit 7,3 km. Les rames desservaient cinq stations et traversaient l'Ob sur un pont long de deux kilomètres. La ligne a été prolongée en juillet 1991 d'une station et de 1,1 km vers le sud et en avril 1992 de deux stations vers le nord. Une branche de liaison de 1,8 km non exploitée commercialement relie le métro au garage-atelier. La ligne constitue la colonne vertébrale de la ville de Novossibirsk car elle relie les deux centres-villes situés sur chaque rive de l'Ob.
En décembre 1987, la deuxième ligne Dzerjinskaïa (Дзержинская) est entrée en service : elle fournit une correspondance avec la ligne 1 à la station Sibirskaïa (Сибирская). Au début de la mise en service, un seul train effectuait la navette entre les stations Sibirskaja et Plochtchad Garina-Mikhaïlovskogo (Площадь Гарина-Михайловского), soit 1,5 km, près de la gare de la ville. Avec l'ouverture en décembre 2000 de la troisième station Marchala Pokrychkina (Маршала Покрышкина), soit une extension de 1,6 km, le deuxième tunnel est entré en service et deux rames circulent, chacune dans un tunnel. En juin 2005, une quatrième station Beriozovaïa Rochtcha (Берёзовая Роща) est ouverte. Comme sur le dernier tronçon, seul le tunnel sud est achevé, la ligne continue à être exploitée de manière pendulaire : le train du tunnel sud va de Sibirskaïa de Beriosowaja Rochtchatandis que le train du tunnel nord circule de Sibirskaïa à Plochtchad Garina-Mikhaïlovskogo. En février 2011, une extension de 1,6 km de cette ligne verte vers Zolotaïa Niva (Золотая Нива) est ouverte au public, après une première ouverture en octobre 2010.

## Réseau
| N°    | Nom                         | Ouverture | Dernière station ajoutée | Longueur | Stations | Tracé |
| ----- | --------------------------- | --------- | ------------------------ | -------- | -------- | ----- |
| 1     | Leninskaya (Ленинская)      | 1986      | 1992                     | 10,5 km  | 8        |       |
| 2     | Dzerzhinskaya (Дзержинская) | 1987      | 2010                     | 5,4 km   | 5        |       |
| Total | Total                       | Total     | Total                    | 15,9 km  | 13       |       |

Ligne Leninskaïa (Ленинская Линия):

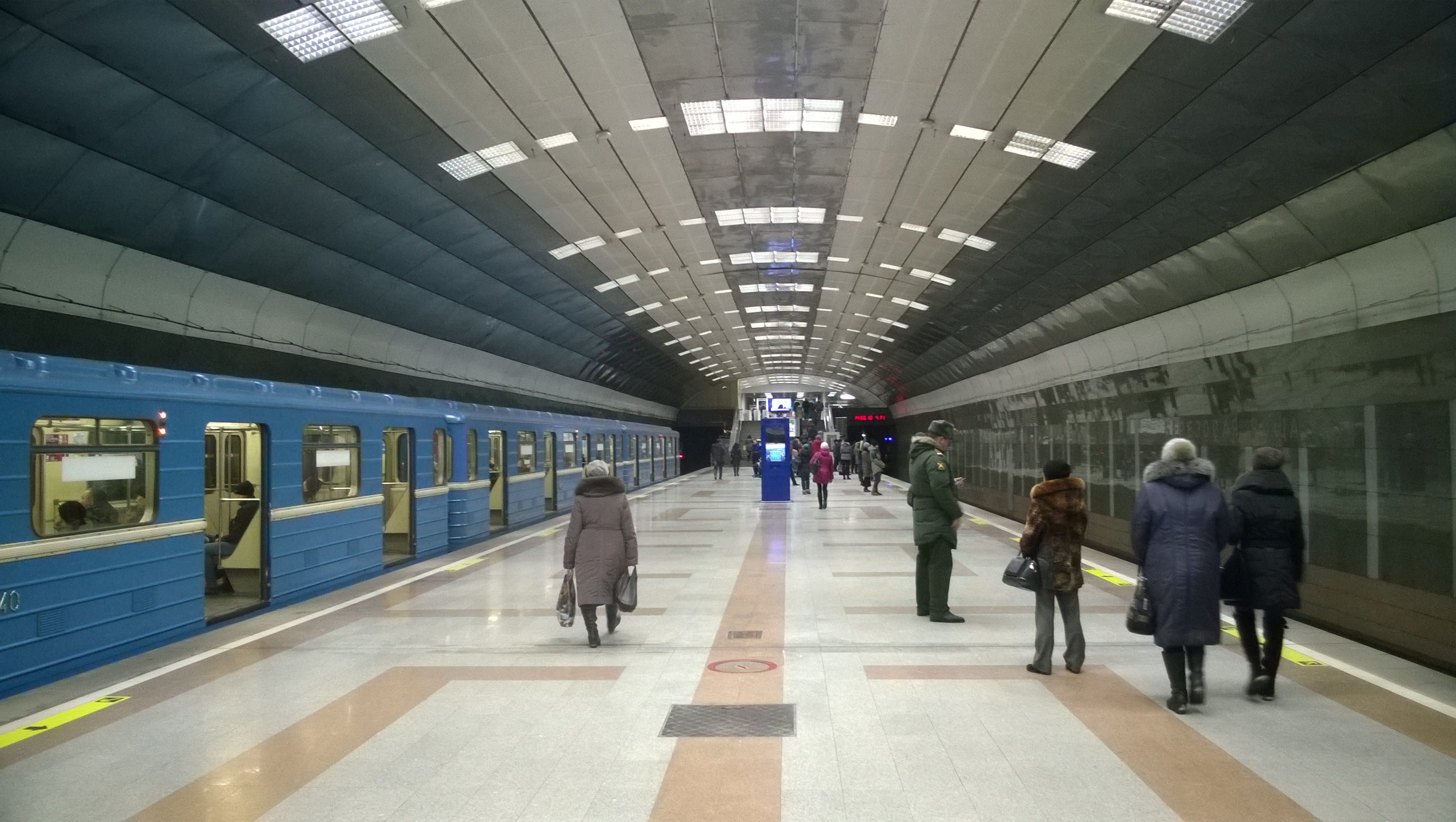
La station Beriozovaïa Rochtcha.

- Zaïeltsovskaïa (Заельцовская), ouverture en 1992
- Gagarinskaïa (Гагаринская), ouverture en 1992
- Krasny Prospekt (Красный Проспект), ouverture en 1986, correspondance avec la station Sibirskaïa
- Plochtchad Lenina (Площадь Ленина), ouverture en 1986
- Oktiabrskaïa (Октябрьская), ouverture en 1986
- Retchnoi Vokzal (Речной Вокзал), ouverture en 1986
- Stoudentcheskaïa (Студенческая), ouverture en 1986
- Plochtchad Karla Marksa (Площадь Карла Маркса), ouverture en 1991
- Plochtchad Stanislavskogo (Площадь Станиславского), date d'ouverture inconnue

Ligne Dzerjinskaïa (Дзержинская Линия):
- Plochtchad Garina-Mikhailovskogo (Площадь Гарина-Михайловского), ouverture en 1987, dessert la gare principale de Novossibirsk
- Sibirskaïa (Сибирская), ouverture en 1987, correspondance avec la station Krasny Prospekt
- Marchala Pokryschkina (Маршала Покрышкина), ouverture en 2000
- Beriozovaïa Rochtcha (Берёзовая Роща), ouverture en 2005
- Zolotaïa Niva (Золотая Нива), ouverture en 2010 (2011)
- Dovatora (Доватора), date d'ouverture inconnue
- Molodiojnaïa (Молодёжная), date d'ouverture inconnue

## Fréquentation

### Par année
| Année | Passagers | Année | Passagers |
| ----- | --------- | ----- | --------- |
| 1986  | 42,9 mln  | 1999  | 70,6 mln  |
| 1987  | 45,6 mln  | 2000  | 76,0 mln  |
| 1988  | 64,2 mln  | 2002  | 74,9 mln  |
| 1989  | 68,3 mln  | 2003  | 74,9 mln  |
| 1990  | 74,1 mln  | 2004  | 70,8 mln  |
| 1991  | 69,9 mln  | 2005  | 61,8 mln  |
| 1992  | 91,9 mln  | 2006  | 66,9 mln  |
| 1993  | 117,5 mln | 2007  | 69,6 mln  |
| 1995  | 110,4 mln | 2008  | 77,5 mln  |
| 1996  | 97,3 mln  | 2009  | 69,9 mln  |
| 1997  | 83,7 mln  | 2010  | 73,9 mln  |
| 1998  | 75,6 mln  | 2011  | 75,6 mln  |

En 1999, le métro a transporté son milliardième passager et fin février 2011 son deux milliardième passager. Le troisième milliardième passager est attendu en 2019 ou 2020.

### Fréquentation quotidienne
| Année | Passagers | Année | Passagers |
| ----- | --------- | ----- | --------- |
| 2008  | 190,700   | 2010  | 202,400   |
| 2009  | 211,800   | 2011  | 207,100   |

## Données techniques
Le métro est exploité avec un parc de 22 véhicules, du type Metrowagonmash 81-717/81-714, sur voie à écartement large de 1524 mm. En décembre 2012 le métro a commandé huit véhicules à la société Transmashholding.

## Projets d'extensions
Actuellement il est prévu de construire deux stations sur la deuxième ligne en allant vers l'est : Dovatora (Доватора) et Molodiojnaïa (Молодёжная). Compte tenu de la faiblesse des moyens financiers dont dispose le projet, les travaux devraient durer bien plus longtemps que ce qui était prévu à l'origine. En ce qui concerne la ligne Leninskaïa il est prévu de raccorder la station Plochtchad Marksa (Площадь Маркса) à la station Plochtchad Stanislavskogo (Площадь Станиславского).
Les plans à long terme prévoyaient la construction d'une troisième ligne Kirovskaïa (Кировская) sur la rive gauche de l'Ob, d'une quatrième ligne allant du nord-est de la ville jusqu'au quartiers sud de la ville. Une cinquième ligne doit relier entre eux les quartiers ouest éloignés du centre-ville avec un tracé en demi-cercle.
La première ligne doit être prolongée à ses deux extrémités et la deuxième ligne doit franchir l'Ob en se dirigeant vers l'est. Bien que lors de la construction de la station Beriozovaïa Rochtcha, un tunnel destiné à la future quatrième ligne ait été prévu, la réalisation de ces projets n'est pas attendue au cours de cette décennie.
| N°    | Nom                                 | Longueur | Stations |
| ----- | ----------------------------------- | -------- | -------- |
| 3     | Ligne Kirowskaja (Кировская)        | 13,6 km  | 8        |
| 4     | Ligne Pierwomajskaja (Первомайская) | 21,1 km  | 12       |
| 5     | Ligne Oktiabrskaja (Октябрьская)    | 21,2 km  | 10       |
| Total | Total                               | 55,9 km  | 30       |